# Bismerpund
Bismerpund (av bismer, besman), äldre danskt och norskt viktmått.
- I Danmark: 1 bismerpund = 12 danska skålpund = 6 kg[1]
- I Norge: 1 bismerpund = 12 norska skålpund = 5,977 kg